# 怀礼
怀礼（Isaac William Wiley，1825年3月29日—1884年11月22日），美国医生、美以美会差会在中国的传教士、牧师、神学院院长、 美以美会会督。

## 早年
1825年3月29日，怀礼出生在美国宾夕法尼亚州的刘易斯顿。他在10岁时加入卫理公会，13岁进入更虔诚的宗教生活。18岁时获准规劝，一年后获准讲道。那时爆发了惊人的复兴，他日夜劳碌了六个月。但是他的咽部因此严重受损。

## 教育
怀礼本已预备进入迪金森学院二年级，但是咽部损伤被认为是永久的，于是转而学医。他于1846年毕业于纽约大学医学院。

## 医疗传教士
怀礼开始在宾夕法尼亚州西部行医，1849年迁往Pottsville。此后不久，应 Durbin要求，怀礼同意前往中国福州担任医疗传教士。他被美以美会年会接受，然后进入纽约大学学习附加课程。最后在1850年3月乘船前往中国，大会会员身份转入费城大会。

## 牧师、学院和编辑
1854年5月怀礼牧师从中国返回，在纽约斯塔滕岛担任牧师。1855年，他又转入纽瓦克年会。
从1858年到1863年，怀礼牧师负责潘宁顿神学院（Pennington Seminary）。1864年，他负责编辑美以美会的重要刊物Ladies' Repository。

## 会督
在1872年美以美会大会上，怀礼牧师被选为美以美会会督。他是怀礼学院（Wiley College）的创建人之一，这是密西西比河以西第一所黑人大学，位于马歇尔 (得克萨斯州)。 1873年美以美会创办了怀礼学院，1882年美以美会的自由人援助协会（Freedman's Aid Society）颁发执照，宗旨是为废奴和美国内战后解放的奴隶提供教育，为新生活做准备。
怀礼会督走遍了美国各地，1877年又去日本和中国，加强美以美会在那里的传教事业。
1884年11月22日，怀礼在中国福州去世，葬礼于次日在福州天安堂举行。1891年，美以美会在福建古田建成一座以怀礼的名字命名的医院，即今日古田医院的前身。